# 한진
주식회사 한진(Hanjin Transportation Co., Ltd, 한국: 002320)은  한진의 모태기업인 한진상사로 시작되었던 지금은 (주)한진으로 대한민국의 물류 및 운송전문 기업이다.

## 연혁
- 1945년 11월 1일 인천 중구 해안동에서 한진상사 창업
- 1958년 3월 한진상사주식회사로 상호 변경
- 1961년 1월 한국항공(Air Korea) 설립
- 1961년 6월 한진교통주식회사 설립
- 1968년 2월 한국공항주식회사(Korea Airport Service) 설립
- 1968년 9월 인하공과대학 인수
- 1969년 3월 정부로부터 대한항공 인수
- 1972년 4월 한진상사, (주)한진으로 상호 변경
- 1977년 5월 한진해운 설립
- 1979년 1월 한국항공대학교 인수
- 1989년 12월 (주)한진 미주물류지점 설립
- 1992년 6월 택배서비스 "한진택배"로 브랜드 변경
- 1993년 12월 미국 현지 법인 Hanjin Intermodal America, INC (HJI) 설립
- 1996년 8월 대한종합운수(주) 흡수합병
- 2006년 4월 8일 고속버스 사업 부문을 동양고속에 매각
- 2009년 7월 홍콩 현지법인 설립
- 2009년 8월 캄보디아 현지 물류지점 개설
- 2010년 1월 우즈베키스탄 현지법인 설립 (Eurasia Logistics Service)
- 2010년 10월 이하넥스(eHanEx) 국제특송 서비스 런칭
- 2013년 8월 지주회사 한진칼 설립
- 2017년 6월 LA 윌셔그랜드센터 개관
- 2020년 10월 (주)한진 글로벌물류센터(Global Distribution Center, GDC) 구축

## 사건 사고

### 대한항공 브랜드 사용료 논란
한진칼은 조양호 한진그룹 회장 일가가 지분 25%를 보유한 한진그룹 지주회사이며, 대한항공은 매년 매출액의 0.25%(2017년 기준 300억원)를 한진칼에 '대한항공 상표권' 사용료로 납부한다. 특허청에 따르면, 대한항공은 2013년 8월 6일 '대한항공'과 'Korean Air' 이름, 태극문양의 로고 등 상표권 전부와 진에어· 칼호텔 네트워크 등의 계열사 주식, 서울 서소문사옥, 현금 및 예금 1,000억원을 한진칼에 넘겨줬다. 한진칼은 대한항공으로부터 상표권을 넘겨받기 닷새 전인 2013년 8월 1일 대한항공으로부터 계열 분리된, 한진그룹의 지주 회사다. 조양호 회장과 장녀 조현아, 장남 조원태, 차녀 조현민은 대한항공의 주식을 모두 넘기고 한진칼의 주식을 받았다. 이후 조양호 회장 일가는 2014년 ~ 2017년까지 세 번에 걸쳐 37억원의 현금 배당을 받았다. 오너 일가가 한진칼에서 수십억원대의 배당금을 받았던 이 시기, 대한항공은 저유가·항공수요 증가가 겹친 호황기였음에도 한진해운 부실처리 문제를 떠안으며 곤란을 겪게 되었다. 사정이 어려워 수 년간 주주들에게 배당금을 지급하지 못하던 대한항공이 2014년 ~ 2017년까지 오너 일가의 지분이 몰려있는 한진칼에 지불한 '대한항공 상표권 사용료'와 '건물 임대료'는 1,229억원으로 밝혀졌다.

## 같이 보기
- 한진그룹